# Stanley Umude
Stanley Umude (ur. 12 kwietnia 1999 w Portlandzie) – amerykański koszykarz, występujący na pozycji rzucającego obrońcy, od 2023 zawodnik Detroit Pistons.
20 lutego 2023 powrócił do klubu Motor City Cruise.

## Osiągnięcia
Stan na 11 października 2023, na podstawie, o ile nie zaznaczono inaczej.
NCAA
- Uczestnik:
  - meczu gwiazd NCAA – NABC Reese’s All-Star Game (2022)
  - turnieju:
    - Elite 8 NCAA (2022)
    - Portsmouth Invitational Tournament (2022)
- Zaliczony do:
  - I składu:
    - Summit League (2019, 2021)
    - turnieju Ligi Summit (2021)

  - II składu Summit League (2020)
- Zawodnik tygodnia Summit League (14.01.2019, 14.12.2020, 1.02.2021)